# Métro de Taipei
Le métro de Taïpei (chinois simplifié : 台北大众捷运系统 ; chinois traditionnel : 台北大眾捷運系統 ; pinyin : Táiběi Dàzhòng Jiéyùn Xìtǒng), ou Mass Rapid Transit (MRT), Metro Taipei, ou par les habitants sous le nom de (台北捷運 Táiběi Jiéyùn) est constitué d'un ensemble de lignes souterraines et en viaduc desservies par des rames de métro classiques ou automatisées VAL et desservant l'agglomération de Taipei, capitale de Taïwan, ainsi que sa couronne, Nouveau Taipei. Ce réseau est aujourd'hui géré par le « Taipei Rapid Transit Corporation » (台北大眾捷運公司 Táiběi Dàzhòng Jiéyùn Gōngsī) ou TRTC. Il comporte six lignes classiques (et deux antennes) dont une ligne entièrement automatique. Le réseau, créé en 1996, comprend aujourd'hui 167,4 km de voies et 131 stations. Il transporte environ 2,1 millions de voyageurs par jour (en 2019) .

## Le réseau
Le métro de Taipei comprend au début 2020 au total 152,9 km de voies et 131 stations. Le réseau comporte 6 lignes classiques (+ 2 antennes) dont une ligne entièrement automatique. Il doit continuer de s'étendre dans les prochaines années. 

### Liste des lignes
| Ligne selon la définition du MRT | N°  | Couleur    | Type                                       | Terminus                                     | Parcours-type des trains                                                                    | Ouverture 1er tronçon | Longueur | Stations |
| -------------------------------- | --- | ---------- | ------------------------------------------ | -------------------------------------------- | ------------------------------------------------------------------------------------------- | --------------------- | -------- | -------- |
| Wenhu (文湖線)                   | BR  | Marron     | VAL sur viaduc                             | Zoo de Taipei ↔ Parc d'exposition de Nangang | Zoo de Taipei ↔ Parc d'exposition de Nangang                                                | 1996                  | 25,7 km  | 24       |
| Tamsui-Xinyi (淡水線信義線)      | R   | Rouge      | Métro souterrain, sur viaduc et en surface | Tamsui ↔ Xiangshan                           | Tamsui ↔ Xiangshan Da’an ↔ Beitou Da’an ↔ Xiangshan                                         | 1997                  | 31,1 km  | 27       |
| Xinbeitou (新北投支線)           | (R) | Rose       | Métro sur viaduc                           | Beitou ↔ Xinbeitou                           | Beitou ↔ Xinbeitou                                                                          | 1997                  | 1,2 km   | 2        |
| Songshan (松山新店線)            | G   | Vert foncé | Métro souterrain                           | Songshan ↔ Xindian                           | Songshan ↔ Xindian Songshan ↔ Taipower Building                                             | 1999                  | 19,4 km  | 19       |
| Xiaobitan (小碧潭支線)           | (G) | Vert clair | Métro souterrain et sur viaduc             | Qizhang ↔ Xiaobitan                          | Qizhang ↔ Xiaobitan                                                                         | 2004                  | 1,9 km   | 2        |
| Zhonghe (中和新蘆線)             | O   | Orange     | Métro souterrain                           | Nanshijiao ↔ Luzhou / Huilong                | Nanshijiao ↔ Huilong Nanshijiao ↔ Luzhou                                                    | 1998                  | 31,5 km  | 26       |
| Bannan (板南線)                  | BL  | Bleu       | Métro souterrain                           | Parc d'exposition de Nangang ↔ Dingpu        | Parc d'exposition de Nangang ↔ Yongning Parc d'exposition de Nangang ↔ Far Eastern Hospital | 1999                  | 26,5 km  | 22       |
| Ligne Circulaire (環狀線)        | Y   | Jaune      | Métro souterrain, sur viaduc et en surface | New Taipei Industrial Park ↔ Dapinglin       | New Taipei Industrial Park ↔ Dapinglin                                                      | 2020                  | 15,4 km  | 14       |

La liste des tronçons ci-dessous avec leur date d'ouverture chronologique :
| Ouverture  | Numéro actuel | Couleur actuelle | Origine-Destination                               | Origine-Destination en chinois | Ligne actuelle selon la définition du MRT |
| ---------- | ------------- | ---------------- | ------------------------------------------------- | ------------------------------ | ----------------------------------------- |
| 28/03/1996 | BR            | Marron           | Zoo de Taïpei ↔ Ecole Zhongshan                   | 中山國中－動物園               | Wenhu                                     |
| 28/03/1997 | (R)           | Rose             | Beitou ↔ Xinbeitou                                | 新北投－北投                   | Xinbeitou                                 |
| 28/03/1997 | R             | Rouge            | Tamsui ↔ Zhongshan                                | 淡水－中山                     | Tamsui-Xinyi                              |
| 25/12/1997 | R             | Rouge            | Zhongshan ↔ Gare centrale de Taipei               | 中山－台北車站                 | Tamsui-Xinyi                              |
| 24/12/1998 | R             | Rouge            | Gare centrale de Taipei ↔ Centre commémoratif CKS | 台北車站－中正紀念堂           | Tamsui-Xinyi                              |
| 24/12/1998 | G             | Vert foncé       | Centre commémoratif CKS ↔ Guting                  | 中正紀念堂－古亭               | Songshan-Xindian                          |
| 24/12/1998 | O             | Orange           | Guting ↔ Nanshijiao                               | 古亭－南勢角                   | Zhonghe-Xinlu                             |
| 11/11/1999 | G             | Vert foncé       | Guting ↔ Xingdian                                 | 古亭－新店                     | Songshan-Xindian                          |
| 24/12/1999 | BL            | Bleue            | Mairie de Taïpei ↔ Ximen                          | 市政府－西門                   | Bannan                                    |
| 24/12/1999 | BL            | Bleue            | Ximen ↔ Temple de Longshan                        | 西門－龍山寺                   | Bannan                                    |
| 31/08/2000 | BL            | Bleue            | Temple de Longshan ↔ Xinpu                        | 龍山寺－新埔                   | Bannan                                    |
| 31/08/2000 | G             | Vert foncé       | Ximen ↔ Centre commémoratif CKS                   | 西門－中正紀念堂               | Songshan-Xindian                          |
| 30/12/2000 | BL            | Bleue            | Mairie de Taïpei ↔ Kunyang                        | 昆陽－市政府                   | Bannan                                    |
| 29/09/2004 | (G)           | Vert clair       | Qizhang ↔ Xiaobitan                               | 七張－小碧潭                   | Branche de Xiaobitan                      |
| 31/05/2006 | BL            | Bleue            | Xinpu ↔ Fuzhong                                   | 新埔－府中                     | Bannan                                    |
| 31/05/2006 | BL            | Bleue            | Fuzhong ↔ Yongning                                | 府中－永寧                     | Bannan                                    |
| 25/12/2008 | BL            | Bleue            | Kunyang ↔ Nangang                                 | 昆陽－南港                     | Bannan                                    |
| 04/07/2009 | BR            | Marron           | Ecole Zhongshan ↔ Parc d'exposition de Nangang    | 中山國中－南港展覽館           | Wenhu                                     |
| 03/11/2010 | O             | Orange           | Luzhou ↔ Daqiaotou                                | 蘆洲－大橋頭                   | Zhonghe-Xinlu                             |
| 03/11/2010 | O             | Orange           | Daqiaotou ↔ Zhongxiao Xinsheng                    | 大橋頭－忠孝新生               | Zhonghe-Xinlu                             |
| 27/02/2011 | BL            | Bleue            | Nangang ↔ Parc d'exposition de Nangang            | 南港－南港展覽館               | Bannan                                    |
| 05/01/2012 | O             | Orange           | Université Fujen ↔ Daqiaotou                      | 輔大－大橋頭                   | Zhonghe-Xinlu                             |
| 30/09/2012 | O             | Orange           | Zhongxiao Xinsheng ↔ Guting                       | 忠孝新生－古亭                 | Zhonghe-Xinlu                             |
| 29/06/2013 | O             | Orange           | Université Fujen ↔ Huilong                        | 輔大－迴龍                     | Zhonghe-Xinlu                             |
| 24/11/2013 | R             | Rouge            | Centre commémoratif CKS ↔ Xiangshan               | 中正紀念堂－象山               | Tamsui-Xinyi                              |
| 15/11/2014 | G             | Vert foncé       | Ximen ↔ Songshan                                  | 西門－松山                     | Songshan-Xindian                          |
| 06/06/2015 | BL            | Bleue            | Yongning ↔ Dingpu                                 | 永寧－頂埔                     | Bannan                                    |
| 31/01/2020 | Y             | Jaune            | Parc industriel Nouveau Taipei ↔ Dapinglin        | 新北產業園區－大坪林           | Ligne Circulaire                          |

Le TRTS (Taipei Rapid Transit System) est l'un des systèmes de transport en commun les  plus coûteux jamais construits dans le monde : la première phase du projet a couté 18 milliards de dollars. Depuis son achèvement, le TRTS a réduit le temps de transport d'un bout à l'autre de Taipei de 3 heures ou plus à moins d'une heure et a permis de supprimer en partie les problèmes de congestion de la circulation dans la ville de Taipei. La construction du métro a servi de catalyseur à une réorganisation de la ville et  a permis d'accroitre le tourisme vers des villes situées à la périphérie comme Danshui.
Le réseau du TRTS gère également des zones commerciales souterraines, des parkings ainsi que des jardins publics. La modification du réseau de chemin de fer pour assurer son intégration avec le métro est en cours.

## Historique

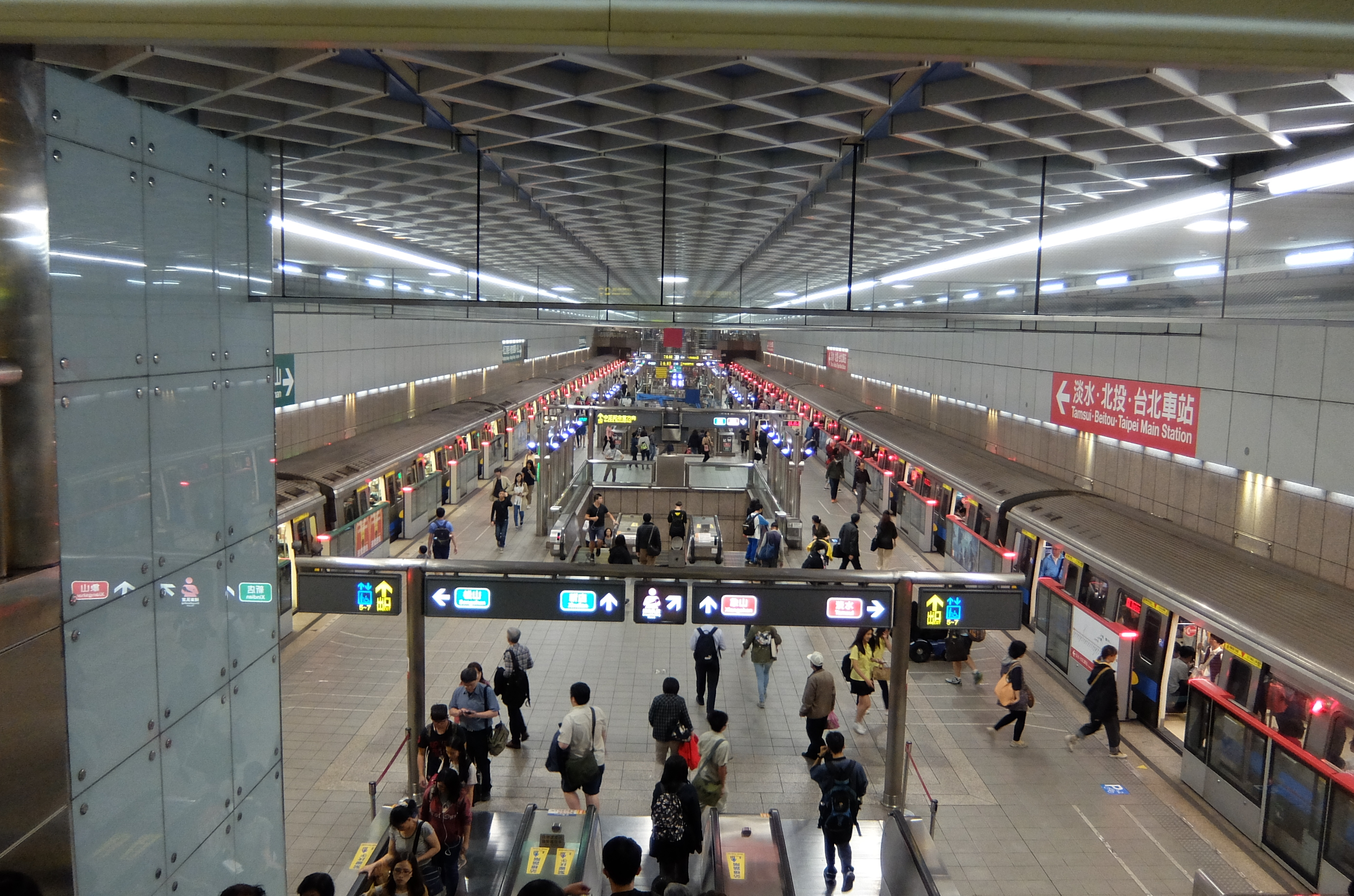
La station Chiang Kai-Shek Memorial Hall

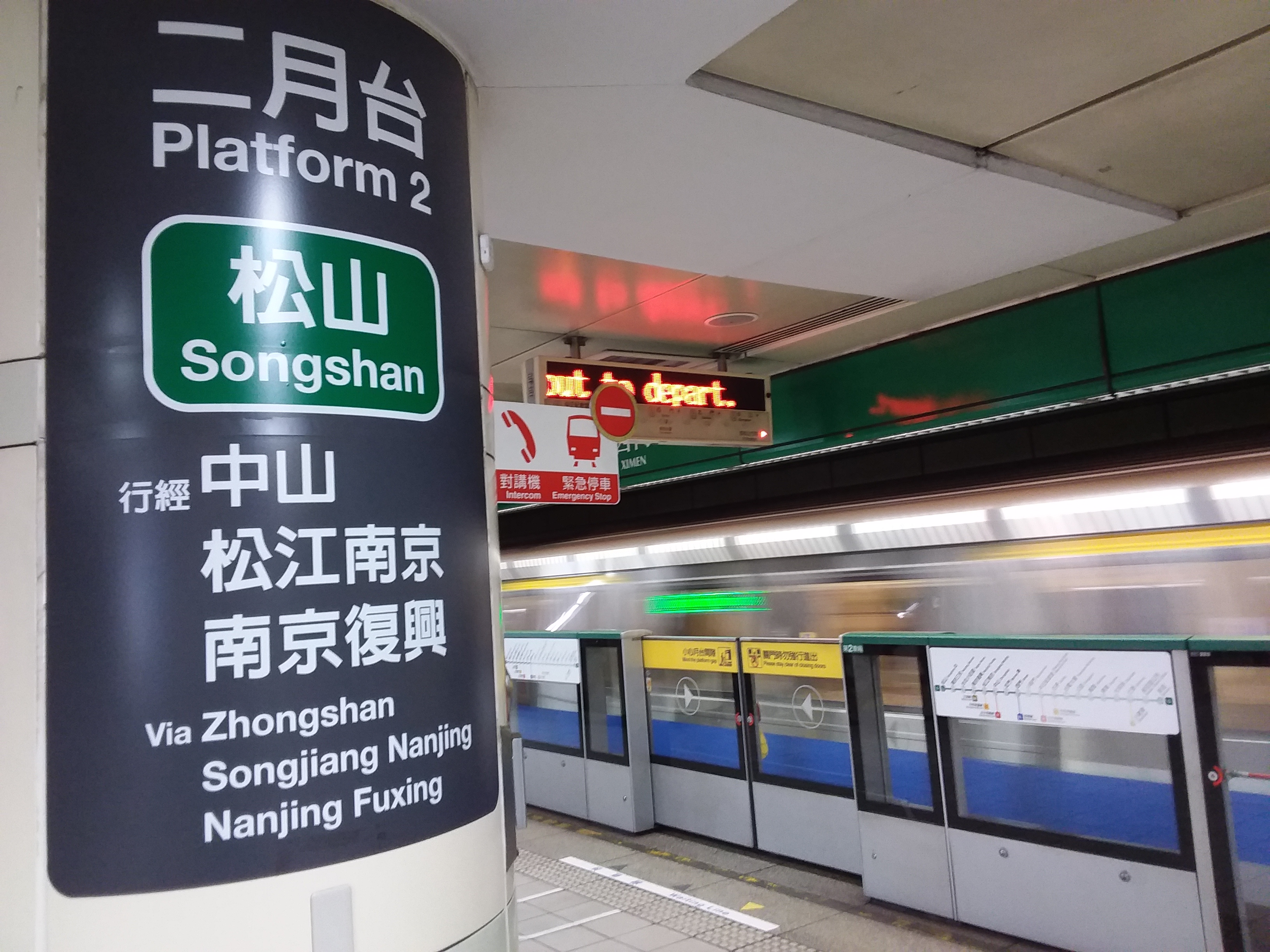
La station Ximen

En 1967, le gouvernement de Taïwan met à l'étude la construction d'un système de transport en commun dans l'agglomération de Taipei. Ce projet est mis en sommeil faute de ressources financières et parce qu'il ne répond alors pas à une nécessité forte. Le besoin d'un système de transport en commun devint pressant dans les années 1970, à la suite de l'accroissement des problèmes de circulation qui accompagnèrent le démarrage de l'économie.
Le gouvernement de Taïwan approuve le plan de construction de la première phase du réseau en 1986 et les travaux démarrent en 1988. La première ligne du réseau est ouverte en 1996, la ligne Muzha à petit gabarit comportant 10,5 km de voie et 12 stations entre les terminus Collège de Zhongshan et Zoo de Taipei. Le premier tronçon de ligne à grand gabarit ouvre en 1997, la ligne Danshui entre les stations Danshui et Zhongshan.
Fin 1999 un tronçon de la ligne Banqiao (ou Nangang) ouvre entre les stations Temple de Longshan et Mairie de Taipei. Cette ligne, la première suivant un axe Est-Ouest, est en correspondance avec les deux autres lignes courant selon un axe Nord Sud.
Le TRTS se trouve au centre d'une polémique politique durant sa construction et peu après l'ouverture de la première ligne pour plusieurs motifs : dysfonctionnement des ordinateurs durant les orages, problèmes sur les infrastructures allégées de certains tronçons en viaduc, dépassement du budget et prix des billets. Malgré tout, à l'achèvement de la première phase en 2000, de l'avis général, le projet est considéré comme un succès. Le réseau est devenu une composant essentielle de la vie à Taipei. En 2001, le typhon Nari noie toutes les lignes souterraines dont 16 stations, le centre de contrôle des lignes à grand gabarit, l'immeuble du siège et le dépôt de Nangang. La ligne en viaduc Muzha est peu touchée et peut être remise en service le lendemain. Malgré des prévisions pessimistes, les lignes à grand gabarit peuvent à nouveau fonctionner 3 mois plus tard. À la suite de cette catastrophe, le TRTS consacre un budget plus important à la prévention de l'inondation de son réseau.
Fin mai 2006, le deuxième tronçon de la ligne Banqiao (ou Nangang) ouvre ainsi que la ligne Tucheng. 
Le 30 septembre 2012 marque l'ouverture de la ligne Xinzhuang, et une nouvelle station, Dongmen, est ouverte, reliant la ligne Luzhou à la ligne de Nanshijiao. le parcours Nanshijiao-Beitou est donc supprimé. Un service Beitou-Taipower Building est instauré pour conserver une desserte directe nord-sud.
En mars 2013, la construction de la ligne Wanda-Shulin démarre, premier chantier de la troisième phase du métro. En juin la ligne de Xinzhuang acquiert sa dernière station, Huilong. En novembre la ligne Xinyi est ouverte ; reliée à la ligne Tamsui, elle permet des services Beitou-Xiangshan. La ligne Xiaonanmen est prolongée jusque Taipower Building.
Le 31 janvier 2020, le tronçon ouest de la nouvelle ligne circulaire est ouvert au public.

## Réseau

Carte du métro avec les extensions futures.

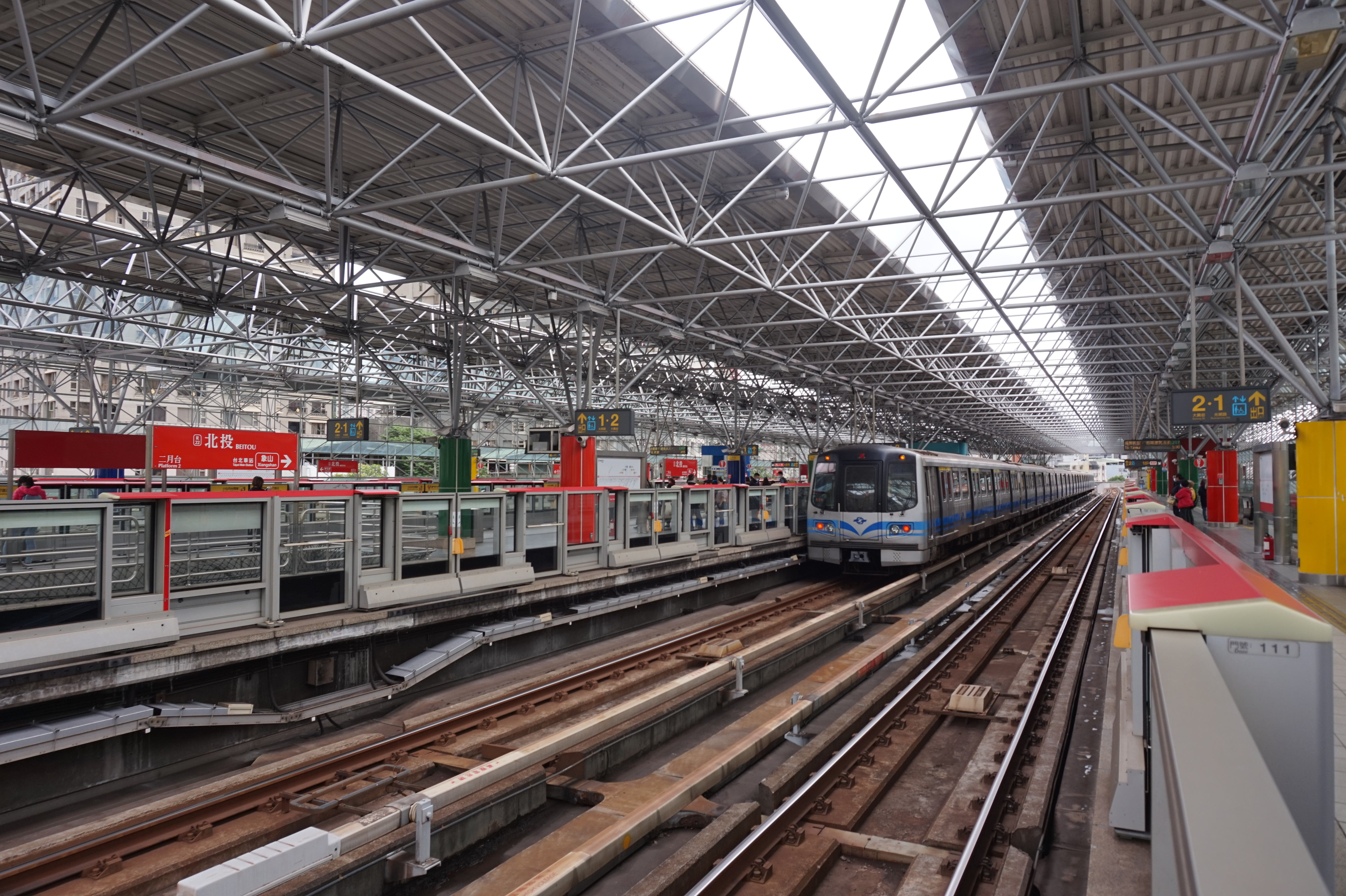
la station Beitou

Environ 92.6 km de voies sont en construction ou planifiées.
Source : DORTS,

## Exploitation

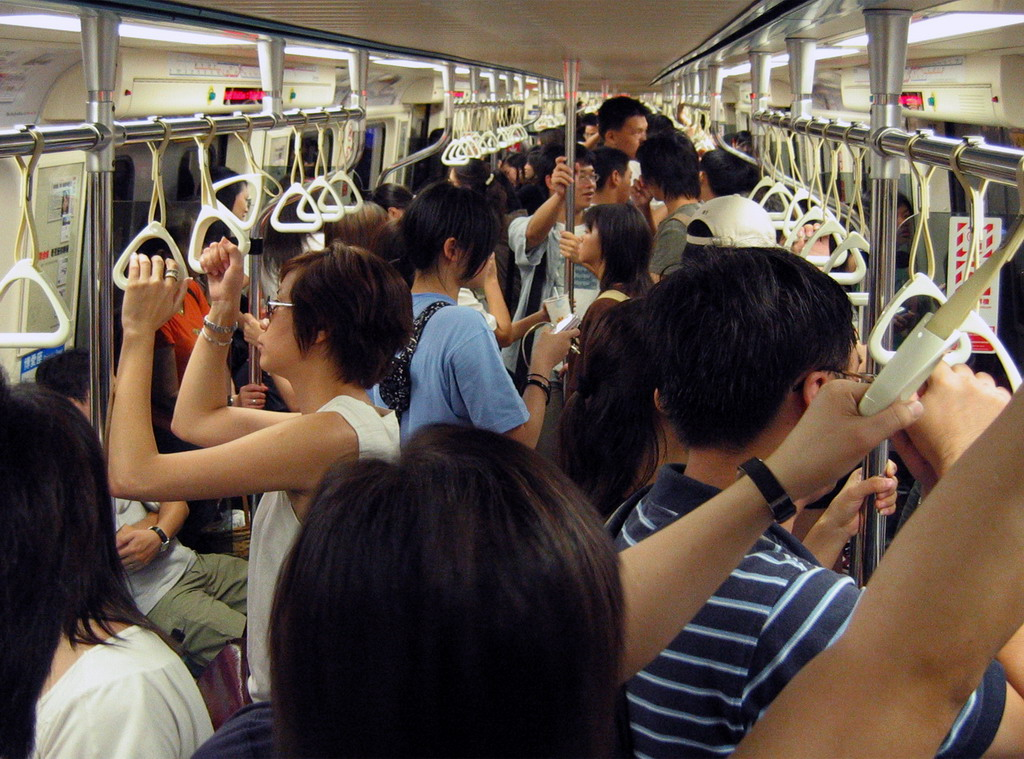
Dans une rame du métro de Taipei à l'heure de pointe.

Le TRTS est ouvert de 6 heures du matin à minuit avec un service prolongé pour certains événements. L'intervalle entre les rames est compris entre 5 et 10 minutes avec une fréquence plus importante aux heures de pointe.
Le TRTS accepte le porte monnaie électronique ainsi que les EasyCard (悠遊卡) qui sont des cartes à puce. Un ticket coûte de 20 à 65 dollars taïwanais, la plupart des destinations revenant à un montant d'environ 20 à 30 dollars.
Les stations sont extrêmement fréquentées aux heures de pointe et particulièrement en centre-ville comme dans la station principale de Taipei. Le soir et durant les week-ends les attractions touristiques comme le marché de nuit de Shilin et Danshui contribuent à remplir les stations situées à proximité .
Dans le métro, boire, manger, fumer et mâcher des noix de bétel sont interdits. Dans les stations du métro automatique les annonces sont faites en mandarin, taïwanais, hakka et anglais.

### Tarification
| Distance (km) | ≤5 | 5～8 | 8～11 | 11～14 | 14~17 | 17~20 | 20~23 | 23~27 | 27~31 | ≥31 |
| Prix (NT$)    | 20 | 25   | 30    | 35     | 40    | 45    | 50    | 55    | 60    | 65  |

## Matériel

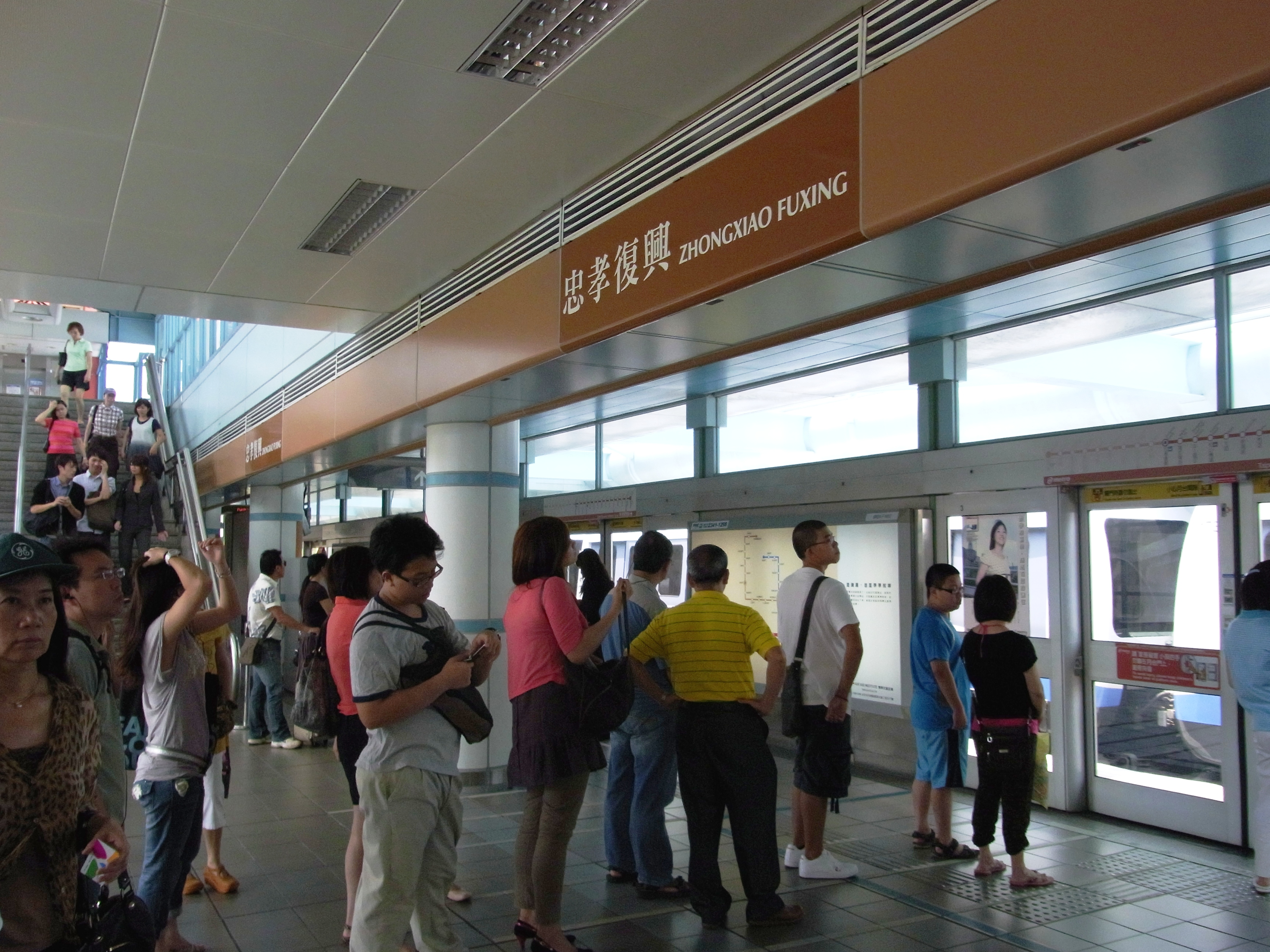
La station Zhongxiao Fuxing sur la ligne Muzha.

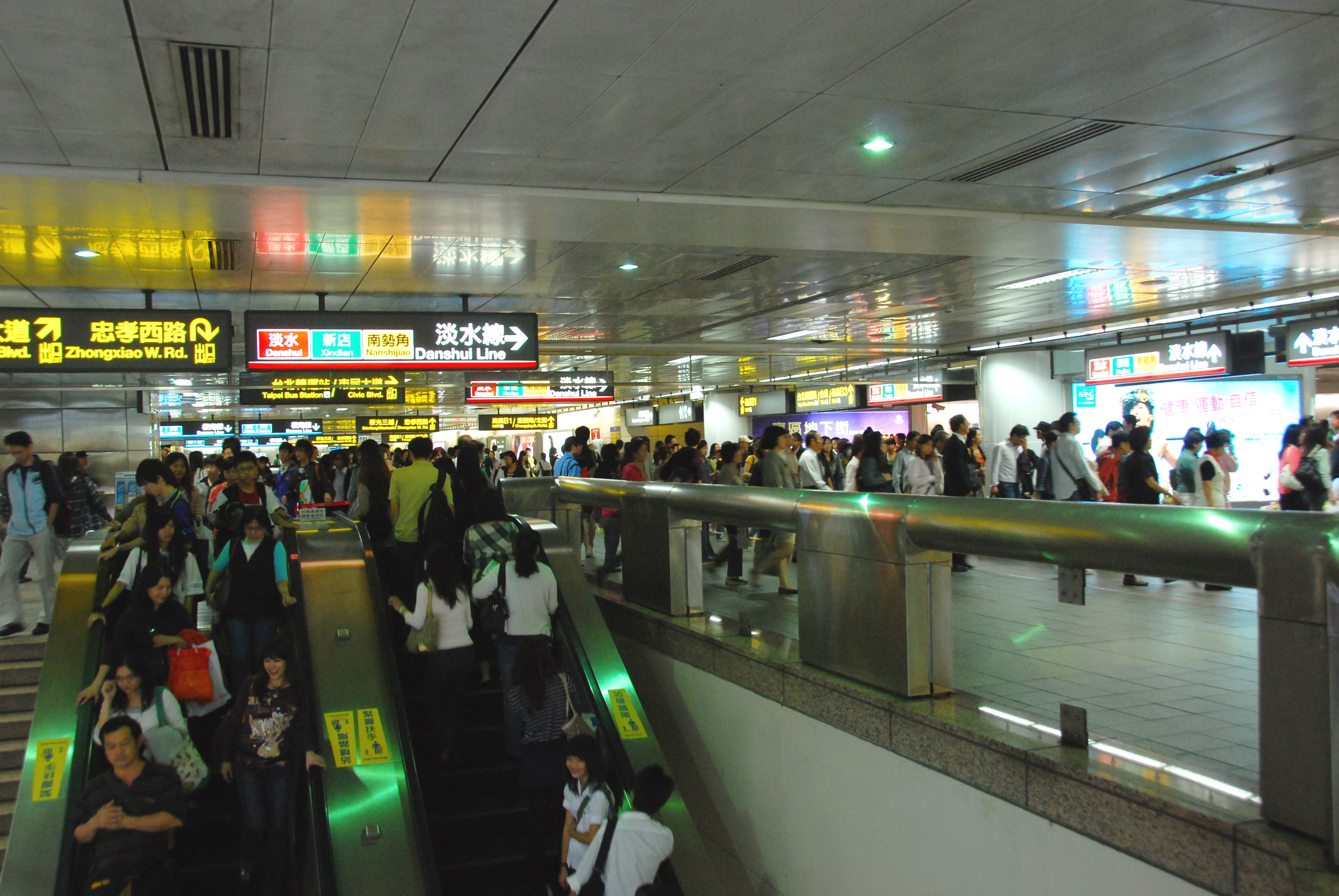
Gare de Taipei.

### Rames à petit gabarit
Les rames automatiques à petit gabarit sont composés de 2 ensembles de 2 voitures soit un total de 4 voitures. La ligne Muzha utilise des voitures VAL de type 256. Ces trains, qui roulent sur des pneus, sont dépourvus de conducteur et sont pilotés par l'automatisme Matra, géré depuis un centre de contrôle. La ligne Muzha utilise le système de signalisation ATC. Les passagers ne peuvent pas circuler entre les wagons.
En 2003, Bombardier a été retenu pour l'équipement de la ligne Neihu ; le contrat comprend la fourniture de 202 voitures, l'installation du système de signalisation CITYFLO 650 et l'équipement en rétrofit des 102 voitures du parc actuel avec le nouvel système de signalisation.

### Rames à grand gabarit
Sur les lignes à grand gabarit une rame comprend 2 ensembles de 3 voitures soit 6 voitures en tout. Chaque sous-ensemble de 3 voitures est accouplé de manière permanente et est composé d'une remorque encadrée par une motrice avec loge conducteur et une motrice sans loge. Chaque motrice comporte 2 moteurs électriques à courant alternatif.
Il n'y a pas de portes entre les voitures et les voyageurs peuvent aller d'une voiture à l'autre. Sur l'embranchement de Xinbeitou circule un ensemble unique de 3 voitures qui fait la navette entre les stations. Sur les autres lignes, les trains comportent toujours 6 voitures.
Il y a un conducteur dans chaque train dont le rôle, en temps normal, se limite à l'ouverture et la fermeture des portes ainsi qu'à la diffusion des annonces. Les lignes sont automatisées : l'automatisme gère le freinage, l'accélération et la vitesse ; le conducteur peut reprendre les commandes en cas d'urgence.

### Parc matériel
| Car Série        | Année construction | Constructeur                                     | Voiture Longueur/ Largeur/ Hauteur | Places assises par voiture | Capactité totale par voiture | Vitesse maximum | Nombre voitures | Numérotation                                                                                                 | Affectation actuelle                                 | Notes                                                                |
| ---------------- | ------------------ | ------------------------------------------------ | ---------------------------------- | -------------------------- | ---------------------------- | --------------- | --------------- | --- | ---------------------------------------------------- | -------------------------------------------------------------------- |
| VAL 256          | 1993               | Matra                                            | 13,78 m/ 2,56 m/ 3,53 m            | 24                         | 114                          | 80 km/h         | 102             | MP 1-51 | Muzha Line                                           | rame de 2 voitures                                                   |
| Innovia 256/C370 | 2006- 2007         | Bombardier                                       | 13,78 m/ 2,54 m/ 3,53 m            | 20                         | 142                          | 80 km/h         | 202             | MP 101-201                                                                                                   | Ligne Muzha Ligne Neihu                              | ensemble de 2 voitures                                               |
| C301             | 1992- 1993         | URC (sous-traitant de Kawasaki Heavy Industries) | 23,5 m/ 3,2 m/ 3,6 m               | 60                         | 368                          | 90 km/h         | 132             | 1001-1044 (DM) 2001-2044 (T) 3001-3044 (M)                                                                   | Toutes les lignes à grand gabarit                    | ensemble de 3 voitures(DM-T-M) Rames no.: 001-044                    |
| C321             | 1997- 1999         | Siemens AG                                       | 23,5 m/ 3,2 m/ 3,6 m               | 60                         | 368                          | 90 km/h         | 216             | 1101-1172 (DM) 2101-2172 (T) 3101-3172 (M)                                                                   | Toutes les lignes à grand gabarit                    | Ensemble de 3 voitures (DM-T-M) Rames no.: 101-172                   |
| C341             | 2003               | Siemens AG                                       | 23,5 m/ 3,2 m/ 3,6 m               | 60                         | 368                          | 90 km/h         | 36              | 1201-1212 (DM) 2201-2212 (T) 3201-3212 (M)                                                                   | Ligne Banqiao (Banciao)/ Ligne Nangang ligne Tucheng | Ensemble de 3 voitures (DM-T-M) Rames no.:201-212                    |
| C371             | 2005-              | Kawasaki                                         | 23,5 m/ 3,2 m/ 3,6 m               | 60                         | 368                          | 90 km/h         | 321             | 1301-1338, 1397-1399, 1401-1466 (DM) 2301-2338, 2397-2399, 2401-2466 (T) 3301-3338, 3397-3399, 3401-3466 (M) | Toutes les lignes à grand gabarit (Futur)            | Ensemble de 3 voitures (DM-T-M) Rames no.: 301-338, 397-399, 401-466 |